# Takbír

Irak zászlaja, rajta a takbír kúfi írásmódban

Irán zászlaja, rajta a takbír geometrikus ábrázolása

A takbír (تَكْبِير, [tak.biːr]) az „Allah akbar” (ٱللَّٰهُ أَكْبَرُ, [ʔaɫ.ɫaː.hu] [ʔak.bar],  kiejtése) iszlám kifejezés arab neve, amelynek jelentése: „Isten a leghatalmasabb” / „Isten a legnagyobb”.
A muzulmánok a takbírt a legkülönbözőbb élethelyzetekben használják, akárcsak a keresztények az Istennel kapcsolatos kifejezéseiket: ha örömüket vagy egyetértésüket akarják kifejezni. 
- Amikor egy állatot a megengedett módon (halál) megölnek,
- amikor megdicsérik a szónokot,
- nagy stresszben vagy eufóriában,
- a csatákban, így merényletek elkövetésekor,
- a dzsihadista terroristák gyakran „Allah akbar” kiáltással hajtják végre a merényletet.

- A kifejezés többször visszatérő része a napi öt kötelező imának (szalát) és más imáknak is.
- Az imához szólításnak (adzan)  és az ima megkezdésére szólításnak (ikáma) szintén része, a muszlim világ városaiban így nagyon gyakran hallható.

A gyülekezetben az együttes „Allah akbar” kifejezés gyakran azután hangzik fel, hogy erre a takbír szó hangos kimondásával hívnak fel. 
Az „Allah Akbar” felirat szerepel Irak zászlajának közepén (kufikus írással), és ott áll Irán zászlaja középső fehér sávjának szélén is.

## Külső hivatkozások
- Audio clip[eredeti link]
- Értelmezés 1 (angolul) Archiválva 2007. január 2-i dátummal a Wayback Machine-ben
- Értelmezés 2 (angolul)
- Értelmezés 3 (angolul)